# 王震西
王震西（1942年9月3日—），男，江苏海门人，中国磁性材料专家，中国工程院院士，中科三环董事长兼总裁。

## 生平
王震西早年就读于上海市南洋模范中学。后考入中国科学技术大学技术物理系，并于1964年毕业。此后进入中国科学院物理研究所磁学实验室从事微波铁氧体材料的研究工作。1973年至1975年间赴法国国家科学研究中心奈爾磁学实验室任访问学者，从事非晶态稀土合金的磁性研究，并与法国科学家合作发现了名为“散磁性”（Sperimagnet）的新型磁结构。1980年代他又领导独立研制成功了钕铁硼磁性材料。1985年创办中科三环，并任董事长兼总裁。1995年当选中国工程院院士。

## 社会兼职
王震西还曾任国家磁性功能材料工程研究中心主任、中国科协常委、中国稀土学会常务理事、中国材料研究学会副理事长等职。2001年6月，中国科学技术协会第六次全国代表大会召开，并选举其出任第六届全国委员会常务委员。2003年12月，欧美同学会第五届理事会第一次会议在北京召开，他担任常务副会长。